# Anna Ackermann
Anna Ackermann (* 29. Juni 1872 in Stuhm, Westpreußen als Anna Moldenhauer; † 17. Oktober 1955 in Leipzig-Lindenau) war eine deutsche Kommunalpolitikerin (DNVP), die sich besonders der Wohlfahrtspolitik, der Altenfürsorge und dem Anstaltswesen in Leipzig widmete.

## Leben
Sie stammte aus einer evangelischen westpreußischen Beamtenfamilie, deren Vorfahren Juristen und Buchhalter waren. 1909 zog sie nach Leipzig, wo ihr Ehemann als promovierter Reichsgerichtsrat wirkte. In Leipzig gründete Anna Ackermann 1914 eine Ortsgruppe des Vereins Frauendank. Im Ersten Weltkrieg fiel ihr Ehemann, sodass sie fortan als Witwe in Leipzig lebte, wo sie sich kommunalpolitisch engagierte. Sie trat in die Deutschnationale Volkspartei (DNVP) ein und wurde 1919 als eine der ersten Frauen in die Leipziger Stadtverordnetenversammlung gewählt, 1922 wurde sie zur unbesoldeten Stadträtin berufen. Bereits seit 1920 kümmerte sie sich u. a. um das Leipziger Johannishospital, einer Armenpflegeanstalt, deren Verwaltung ihr 1929 übertragen wurde. Ackermann setzte sich für die Einstellung von Frauen als Pflegerinnen ein, was in Leipzig als Folge der rechtlichen Gleichstellung der Frauen erst 1918 möglich war, und es gelang ihr, 1927 eine Oberin für das Altenpflegeheim zu engagieren.
Zeitweise arbeitete Ackermann mit ihrer rechts-konservativen Parteikollegin Paula Müller-Otfried zusammen, die von 1920 bis 1932 für die DVPD Mitglied des Reichstages in Berlin war und den Deutsch-Evangelischen Frauenbund leitete. Sie verfasste Aufsätze und hielt Vorträge vor bürgerlichen Frauen.
Von 1922 bis 1927 war sie die einzige Frau im Stadtrat der Messestadt Leipzig.
1933 legte Ackermann ihr Amt nieder und schied aus dem nunmehr nationalsozialistisch geprägten Stadtrat aus.
Nach ihrem politischen Rückzug setzte sie die Arbeit an der Chronik des Leipziger Johannishospitals fort und finanzierte deren Veröffentlichung. Zuletzt lebte sie im Diakonissenhaus in Leipzig-Lindenau, wo sie 1955 starb.
Ihr Grab befindet sich auf dem Leipziger Südfriedhof.

## Nachlass
Seit 2014 befindet sich ihr wissenschaftlicher schriftlicher Teilnachlass im Stadtarchiv Leipzig.